# Lazar Romanić
Lazar Romanić (in serbo Лазар Романић?; Kragujevac, 25 maggio 1998) è un calciatore serbo, attaccante del Vojvodina.

## Carriera

### Club
Ha giocato nella prima divisione dei campionati serbo e greco.

### Nazionale
Ha giocato nella nazionale serba Under-19.